# José Bonifácio, São Paulo

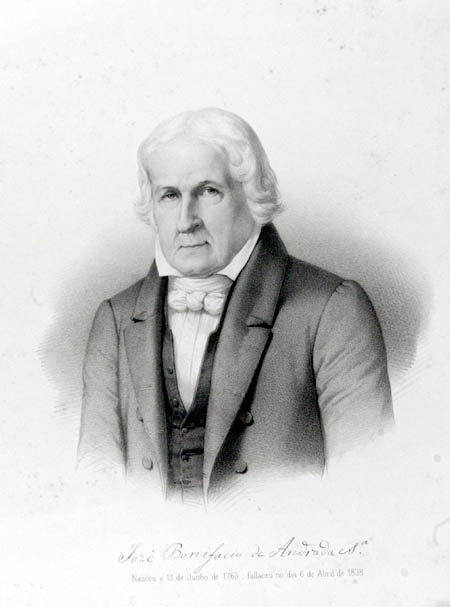
José Bonifácio

José Bonifácio este un oraș în São Paulo (SP), Brazilia.